# Dohan
Dohan of Dohan-sur-Semois is een dorpje in de Belgische provincie Luxemburg en een deelgemeente van de stad Bouillon. Het ligt aan de Semois en steunt voor zijn inkomsten hoofdzakelijk op toerisme en landbouw.

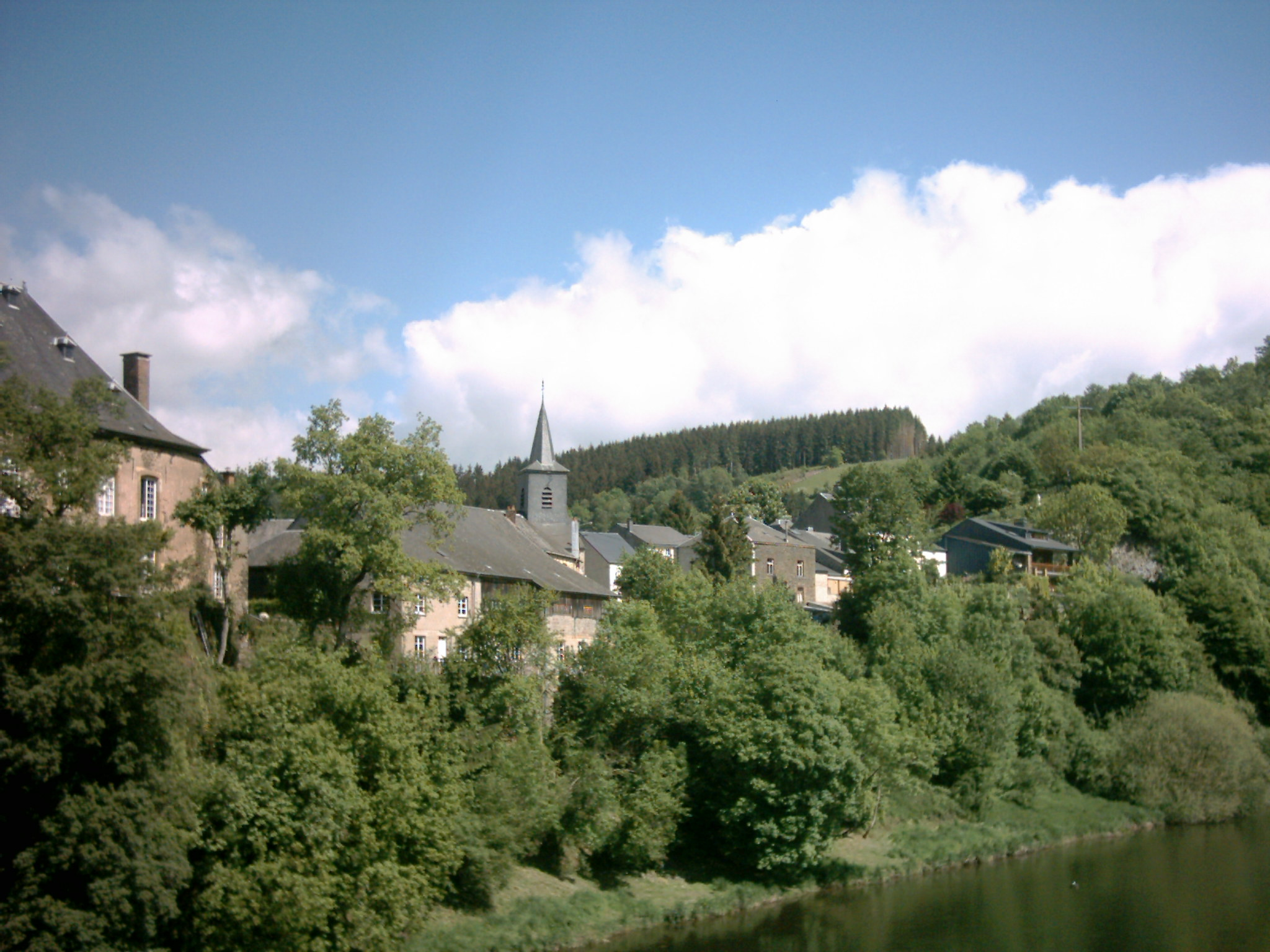
Dohan op de oever van de Semois
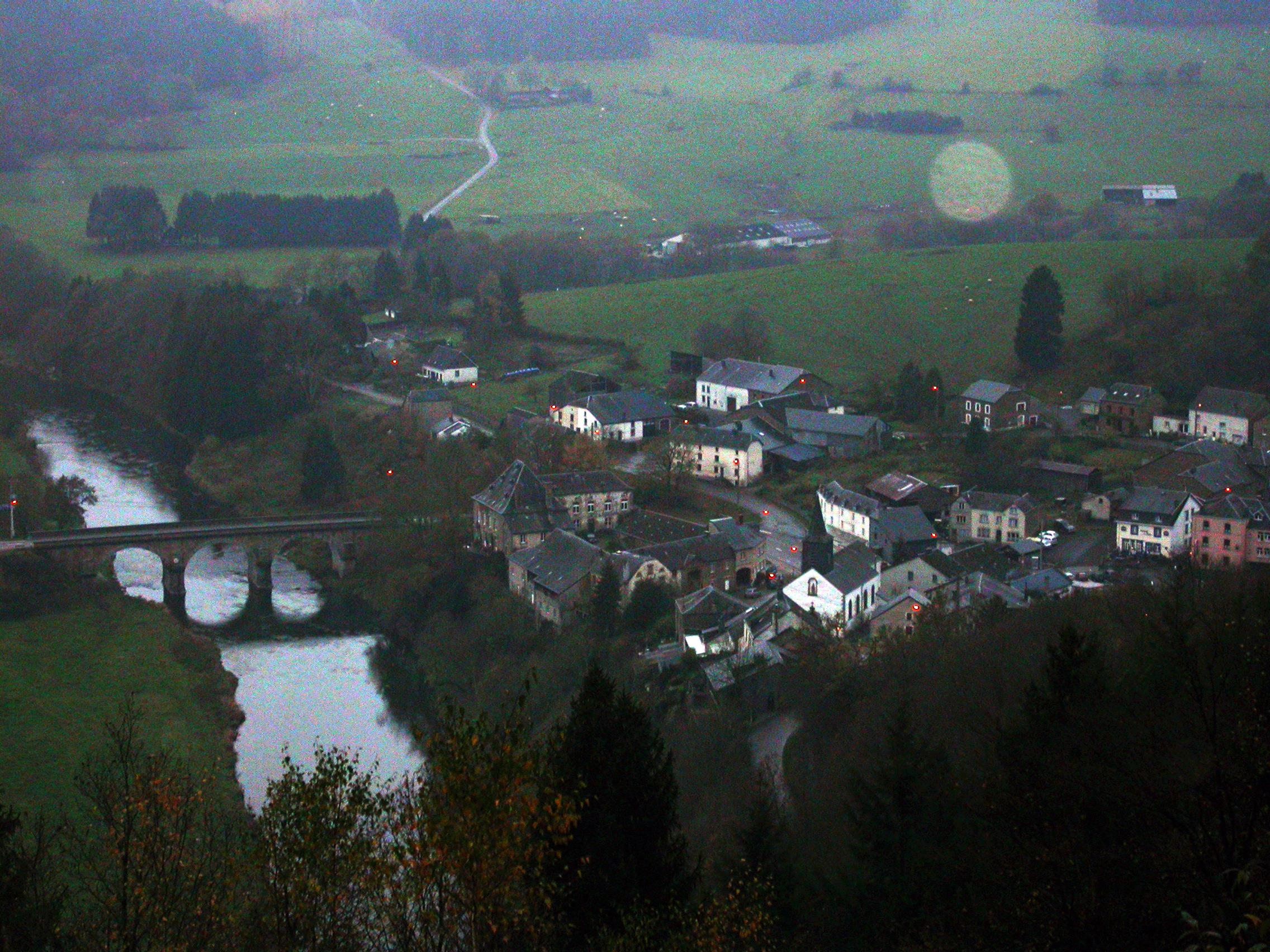
Zicht op Dohan vanaf het noordoosten

## Geschiedenis
Dohan werd in 1823 aangehecht bij de gemeente Noirefontaine. In 1858 werd Dohan afgesplitst als zelfstandige gemeente. Ook de gehuchten Les Hayons en La Cornette werden mee afgesplitst en in de gemeente Dohan ondergebracht.
In 1906 werd Les Hayons verder afgesplitst van Dohan als een nieuwe zelfstandige gemeente, waartoe ook La Cornette behoorde.
Bij de gemeentelijke fusies van 1977 werd Dohan een deelgemeente van Bouillon.

## Demografische ontwikkeling
- Bronnen:NIS, Opm:1831 tot en met 1970=volkstellingen, 1976= inwoneraantal op 31 december
- 1910: Afsplitsing Les Hayons

## Bezienswaardigheden
- De Sint-Florentiuskerk van 1858
- De kasteelhoeve van Dohan
- De watermolen op een zijbeek van de Semois, werd al in de 18de eeuw opgericht.

Deelgemeenten: Bellevaux · Bouillon · Corbion · Dohan · Les Hayons · Noirefontaine · Poupehan · Rochehaut · Sensenruth · Ucimont · Vivy

Overige dorpen: Botassart · Curfoz · Frahan · Mogimont

Overige kernen: Ban d'Alle · Bas Dohan · Beauchenai · Bèrôpré · Bodimont · Boulet · Briahan · Château-le-Duc · Claimont · Closures · Combra · Dessus le Moulin · Germauchamps · Grand Hez · Gros Hêtre · L'Espérance · La Boûle · La Cornette · La Charité · La Gemelle · La Heurette · La Justice · La Patte d'Oie · La Pichelotte · La Ramonette · Lauwé · Laviot · Le Ban · Le Bondon · Le Couroi · Le Soyisse · Le Stayi · Les Blancs Cailloux · Les Champs Bouloi · Les Côtes · Les Crêtes de Frahan · Les Différends · Les Enclaves · Les Longs Champs · Les Quatre Chemins · Les Sentinés · Les Trois Fontaines · Loveté · Menuchenet · Merleux Han · Mohan · Moulin du Bochet · Pré Hoc · Remifontaine · Rond le Duc · Rond Napoléon · Scotifontaine · Tirifontaine · Vardon

Belgische gemeenten · Arrondissement Neufchâteau · Luxemburg · Wallonië